# Lebenyes patkósdenevér
A lebenyes patkósdenevér (Rhinolophus trifoliatus) az emlősök (Mammalia) osztályának denevérek (Chiroptera) rendjéhez, ezen belül a patkósdenevérek (Rhinolophidae) családjához tartozó faj.

## Előfordulása
Őshazája Dél- és Délkelet-Ázsia, valamint Kína dzsungelei.

## Megjelenése
51–60 mm nagyságú, 30–44 mm hosszú farkú, 40–57 mm alkarhosszú és 8-20 g tömegű sárga orrlebenyű és szürkésbarna bundájú denevér.

## Életmódja
Éjjeli állat, amelyik rovarokat kap el a levegőben táplálékként. A nősténynek csupán egyetlen 2-4 g tömegű kölyke születik.

## Egyéb
A babonával ellentétben a denevérek sohasem gabalyodnak be a hajba, azért mert echolokációval tájokozódnak a repülési környezetükbe lévő tárgyakról, s így méri be zsákmánya helyzetét. Sokak félnek a denevérektől, de eléggé megalapozatlanul, mivel a legtöbb denevér ártalmatlan - beleértve a lebenyes patkósdenevért is -, csak a dél-amerikai vérszopó denevér szívja ki a vért. Míg a nyugati ember retteg a denevérektől, a keleti kultúrában a jószerencse jelképe.